# Face ID
Face ID est un procédé, système de reconnaissance faciale et logiciel propriétaire imaginé et réalisé par Apple. Il est utilisé sur les iPhone X, XS, XS Max, XR,11, 11 Pro, 11 Pro Max, 12 mini,12, 12 Pro, 12 Pro Max, 13 mini, 13, 13 Pro, 13 Pro Max, 14, 14 Plus, 14 Pro, 14 Pro Max, 15, 15 Plus, 15 Pro, 15 Pro Max, 16, 16 Plus, 16 Pro, 16 Pro Max, iPad Pro 2018, iPad Pro 2020, iPad Pro 2022 et iPad Pro 2024 se veut plus fiable que Touch ID.

## Description
De la même manière que Touch ID, il permet l’authentification des utilisateurs pour le déverrouillage, la possibilité d’effectuer des paiements au sein de magasins d’applications tels sont l'App Store et l'iTunes Store, mais également d’effectuer des achats grâce à Apple Pay.
Le mécanisme de cette technologie réside en la projection de plus de 30 000 points infrarouges sur le visage d’un être humain pour être ensuite capable d’en faire un rendu 3D.
Avec néanmoins une faible possibilité de 1 sur 1 million, il est possible que quelqu'un d’autre puisse déverrouiller le téléphone avec cette technologie, alors que la probabilité était de 1 sur 50 000 avec la technologie précédente, Touch ID. Cependant, la reconnaissance correcte de jumeaux identiques est plus difficile qu'avec Touch ID.
Si le téléphone de l'utilisateur reste inactif pendant plus de 48 heures, ou après un redémarrage, dans ce cas seulement le code de déverrouillage sera disponible pour déverrouiller le téléphone.
Toutes les données en relation avec l'analyse du visage sont stockées de manière sécurisée au sein de la Secure Enclave, une zone inaccessible propre aux iPhone, elle-même stockée au sein de la puce A11 Bionic, A12 Bionic, A13 Bionic, A14 Bionic, A15 Bionic, A16 Bionic, A17 Pro, A18 et enfin A18 Pro.

## Problèmes
Le système peut être aisément trompé lorsque confronté à un jumeau. De plus, le système a également été trompé par des proches.
En outre, des utilisateurs asiatiques ont signalé des problèmes avec le système. Ils spéculent qu'il ne peut pas faire la distinction entre les visages asiatiques.